# Baguer-Morvan
Baguer-Morvan é uma comuna francesa na região administrativa da Bretanha, no departamento Ille-et-Vilaine. Estende-se por uma área de 22,91 km². Em 2010 a comuna tinha 1 732 habitantes (densidade: 75,6 hab./km²).